# Llotja de Mar
La Llotja de Mar és un edifici que ocupa entre el passeig d'Isabel II, el Pla de Palau, el carrer del Consolat de Mar i la plaça d'Idrissa Diallo (abans d'Antonio López) de Barcelona, declarat bé cultural d'interès nacional. Ha estat seu del Consolat de Mar i de la Junta de Comerç, i de la Borsa de Barcelona entre 1915 i 1994. Actualment és la seu corporativa de la Cambra Oficial de Comerç, Indústria i Navegació de Barcelona i la Reial Acadèmia Catalana de Belles Arts de Sant Jordi, amb un important museu d'obres d'art, especialment dels segles xviii i xix.

## Història i descripció
Originalment com borsa i centre de comerç de mercaderies, especialment productes marítims i agrícoles, la seva ubicació estratègica la va convertir en un centre vital per al comerç mediterrani. A mesura que el comerç esdevenia més complex, la Llotja de Mar va incorporar funcions financeres, incloent-hi l'emissió de crèdit i la gestió de deutes.
Durant l'expansió del comerç català medieval, Pere Llobet va aixecar una porxada entre els anys 1352 i 1357 al costat de la platja, en el lloc on, possiblement, n'hi havia una d'anterior. Més tard, el 1358, s'hi va afegir una capella. Aquesta construcció, que possiblement restà inacabada, aviat va resultar petita; i Pere el Cerimoniós va autoritzar la construcció d'una gran sala tancada —anomenada Sala de contractacions— que, a més, protegia els comerciants de les inclemències del temps i dels efectes del mar. Pere Arvei fou l'arquitecte que va dirigir les obres, que es van desenvolupar entre 1384 i 1397. Es tracta d'una gran sala de planta rectangular (33 x 21 m) amb tres naus separades per arcades de mig punt sostingudes per quatre columnes i sostre d'embigat de fusta.
Tot i que des del 1397 estava en ple funcionament, al segle xv se li afegí un porxo per la banda de mar, damunt del qual se sobreposà una sala molt austera, destinada al Consolat de Mar (1457-1459), bastida sota la direcció de Marc Safont, amb dues fileres d'arcs rodons, i que quedà oculta per la construcció neoclàssica fins al 1971. Tenia un pati i una petita capella, aixecada entre el 1452 i el 1453.
L'edifici va patir els efectes del setge de 1713-1714 i es va convertir en caserna. Més endavant, fou recuperada per a la ciutat i es va decidir modernitzar-la, encarregant-se'n Joan Soler i Faneca. Les obres es van desenvolupar des del 1774 fins al 1802, i les van acabar els arquitectes Tomàs Soler i Ferrer (fill de Joan) i Joan Fàbregas i Rabassa. Sembla que per raons d'economia,el nou edifici neoclàssic va respectar el saló gòtic i la ubicació del pati.
És un gran bloc dividit horitzontalment en dos sectors: la planta baixa de filades carreuades —amb obertures de mig punt, que forma com un gran sòcol— i les dues plantes superiors, que formen una unitat connectada per pilastres amb capitells jònics. El conjunt és coronat per una balustrada centrada per un gran frontó triangular. En la composició de les façanes, amb obertures rectangulars i frontons rodons i triangulars, s'ha volgut veure una influència de l'academicisme francès. La façana principal, coronada per un frontó triangular sostingut per columnes toscanes, té un cos avançat d'una sola planta, amb un pòrtic de columnes toscanes. A l'interior, passat el pati, una doble escala d'accés a la planta noble és presidida per les figures al·legòriques del comerç i la indústria, obra de Salvador Gurri (1802). Al pati, a més de la font de Neptú, obra de Nicolau Travé (segle xviii), hi ha escultures de dos deixebles de Capmany: les al·legories d'Àsia i Europa, de Francesc Bover, i les d'Amèrica i Àfrica, de Manuel Oliver.
El 1775 s'hi establí la Escuela Gratuita de Diseño i, més endavant, l'Acadèmia de Belles Arts que, amb diferents denominacions (actualment, Reial Acadèmia Catalana de Belles Arts de Sant Jordi), segueix radicant al segon pis. L'escola d'art, nucli dels ensenyaments artístics catalans i coneguda com a «Llotja», malgrat les successives denominacions oficials, abandonà definitivament l'edifici cap als anys 1960.

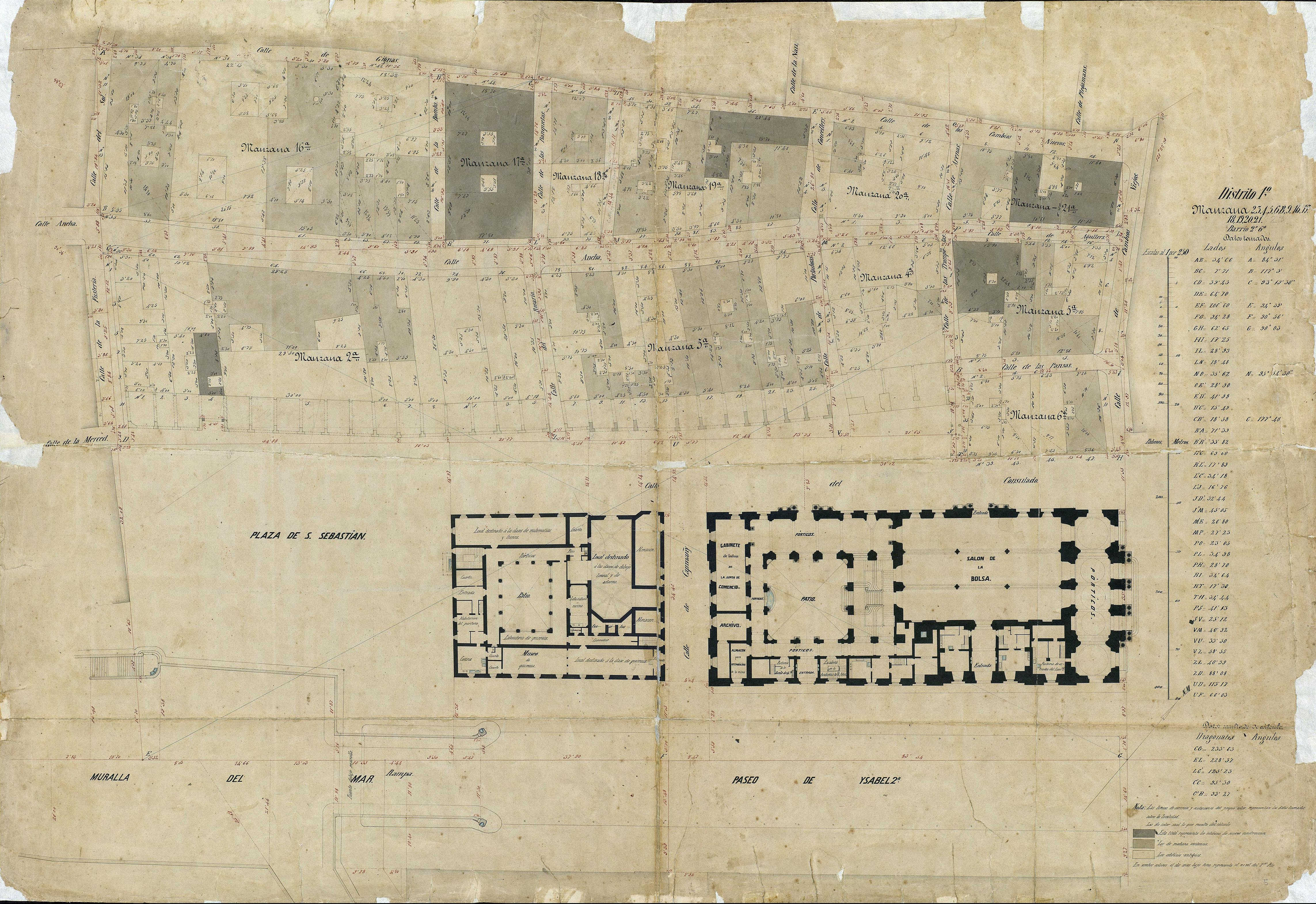
Quarteró núm. 5 de Garriga i Roca (c. 1860)

### Primer escenari de l'òpera

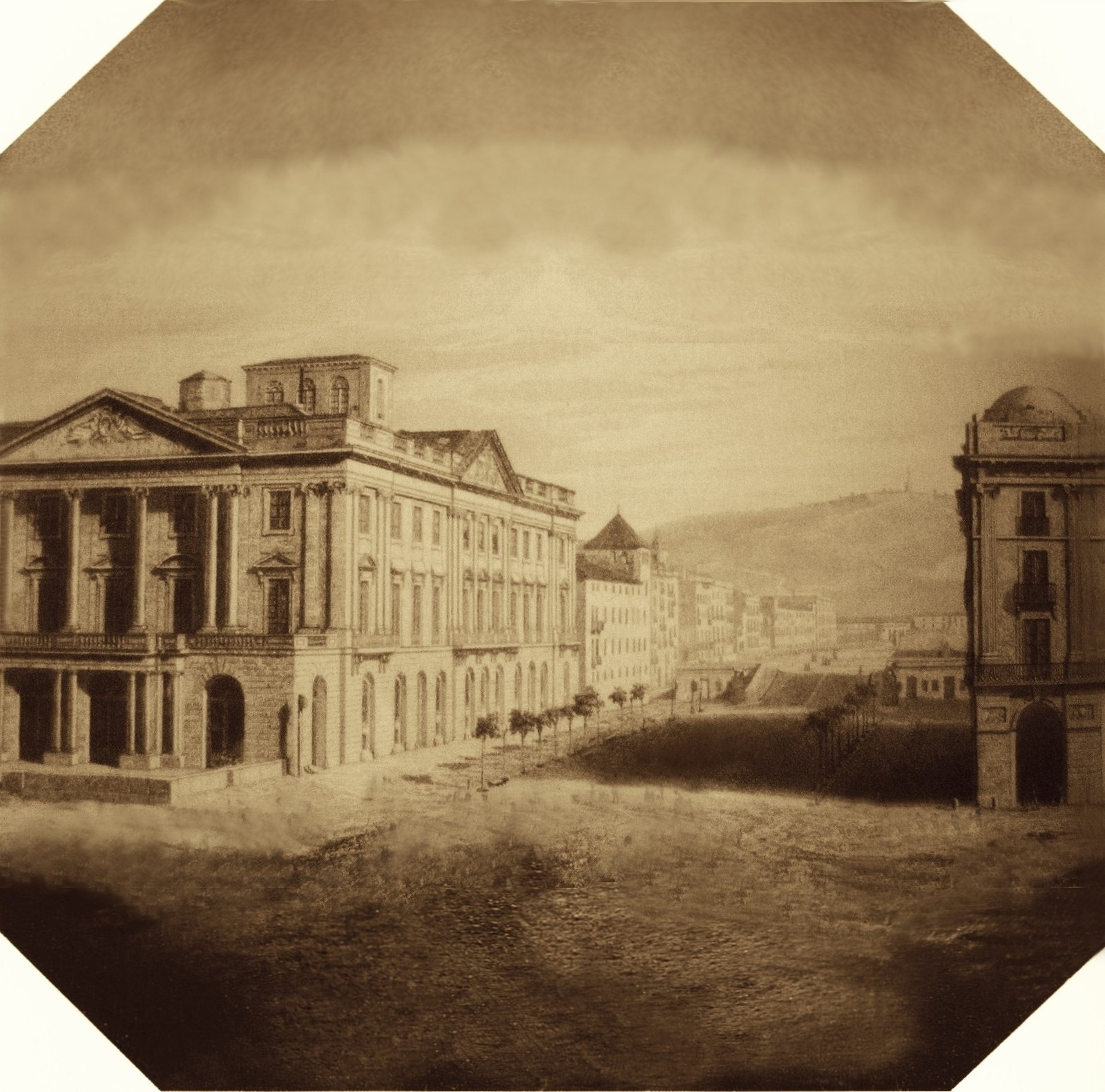
Recreació del daguerreotip de 1839 amb la representació de la Llotja de Mar a l'esquerra

El Saló de Contractació va ser l'escenari de la primera representació d'una òpera italiana a tot Espanya: va ser durant la Guerra de Successió, quan la ciutat era la cort de l'arxiduc Carles d'Àustria. Així, el 2 de juliol de 1708, s'hi estrenà l'òpera d'Antonio Caldara Il più bel nome, amb decorats de Ferdinando Galli Bibbiena.
Durant els mesos següents s'hi cantaren diverses obres de Caldara, que van ser estrenes absolutes de cada obra: Zenobia in Palmira, Imeneo, Scipione nelle Spagne, L'Alceste de Porsile i la Dafne de Emmanuele d'Astorga, el juny de 1709 (havia estat estrenada pocs mesos abans a Gènova). Podria ser que hi hagués representacions d'altres òperes (de Carlo Pollarini, Francesco Gasparini, Andreas Fiore, etc.), però no ens n'ha quedat constància documental.
A partir de 1714, amb la presa de Barcelona i el final de la Guerra de Successió, es va interrompre l'activitat operística a la Llotja i a tota la ciutat, que només es reprendria el 1750, ja al Teatre de la Santa Creu.
El desembre de 2008, per tal de commemorar el tricentenari de la primera representació, el Saló de Contractació va poder veure la reposició d'Il più bel nome.

## Galeria d'imatges

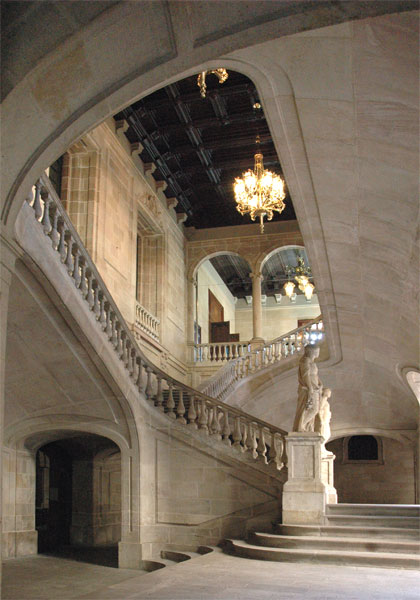
Escalinata neoclàssica
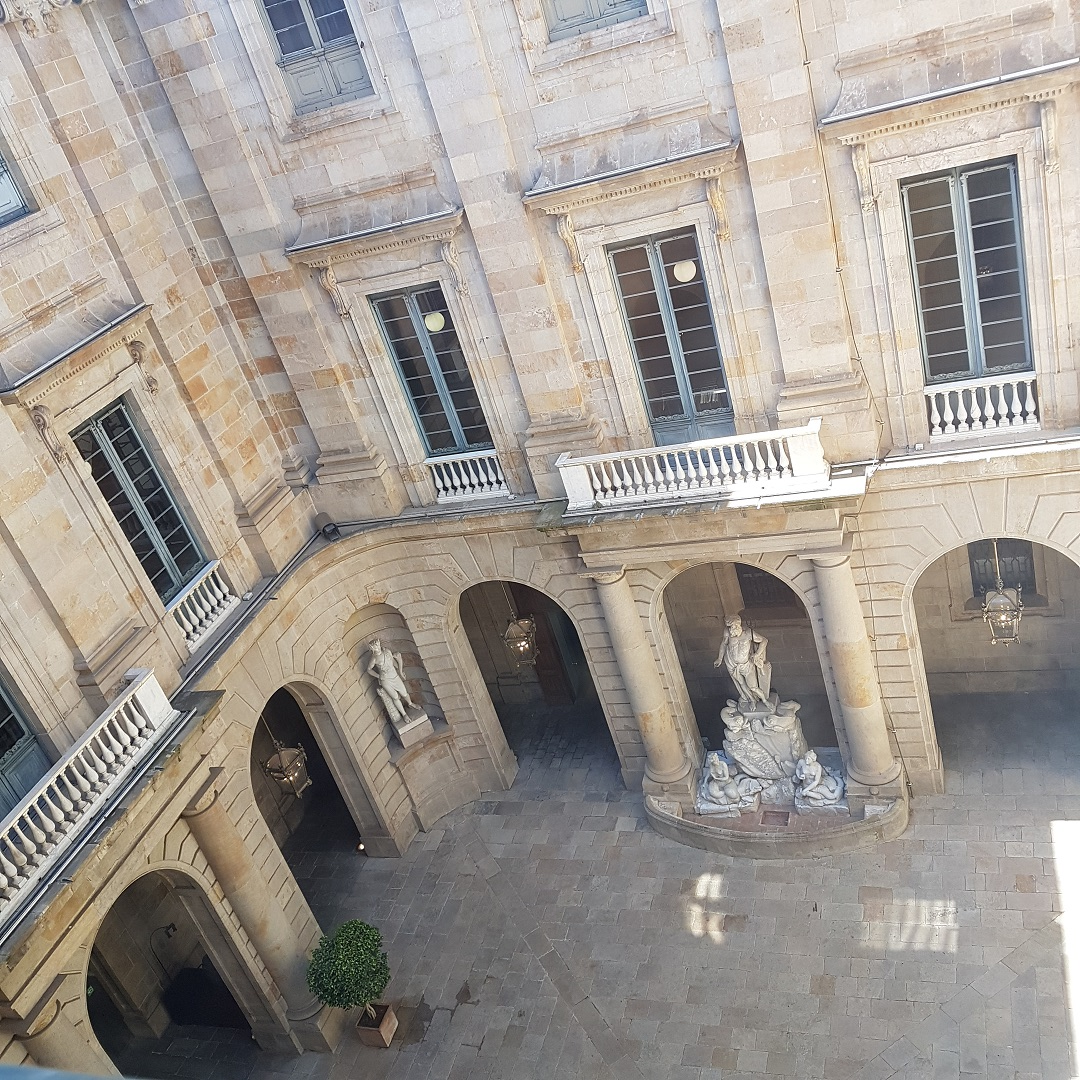
Pati dels Tarongers, a la Llotja de Mar
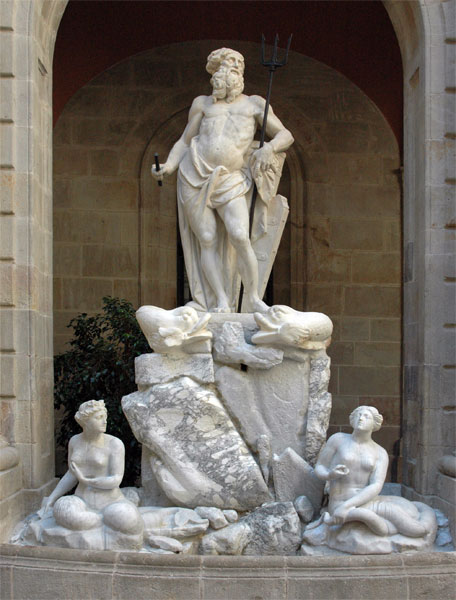
Font de Neptú, al pati
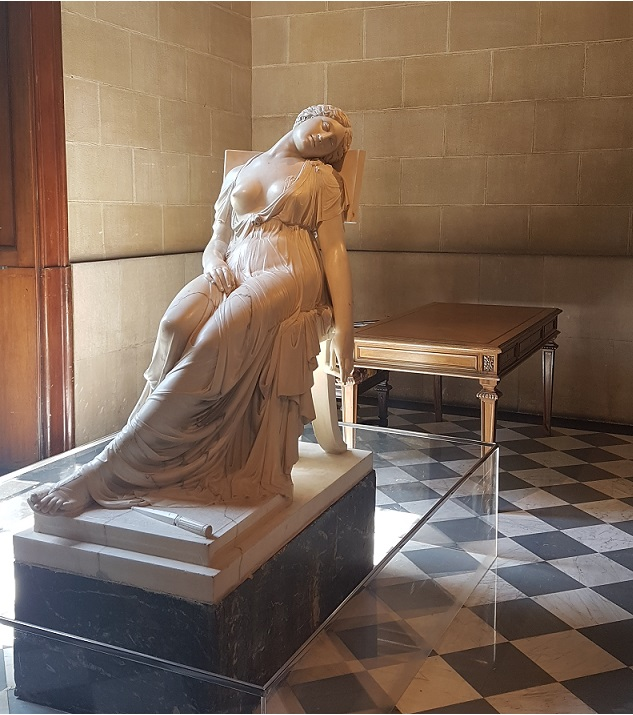
Lucrècia morta, de Damià Campeny
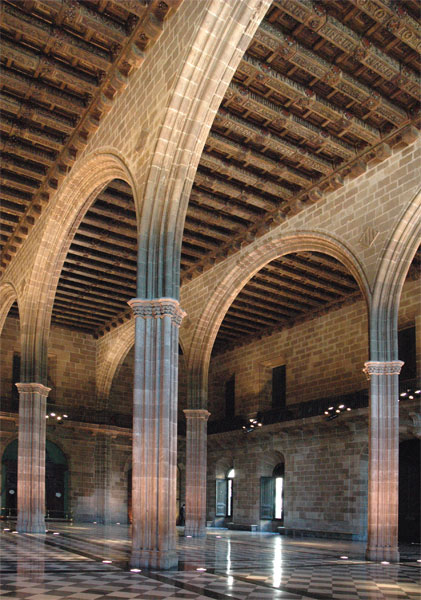
La Sala de Contractacions
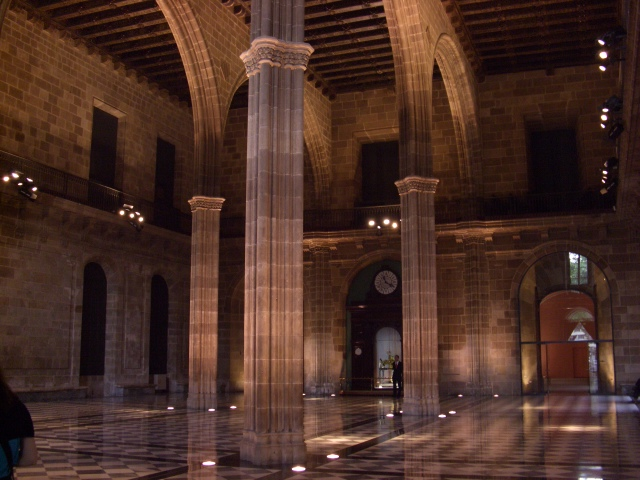
Vista general de la Sala de contractacions (1384-1397)
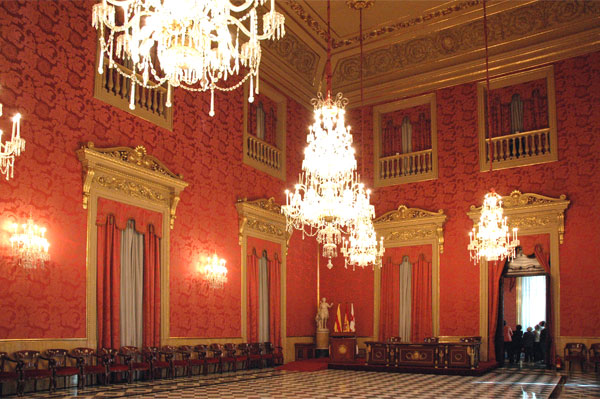
Saló Daurat
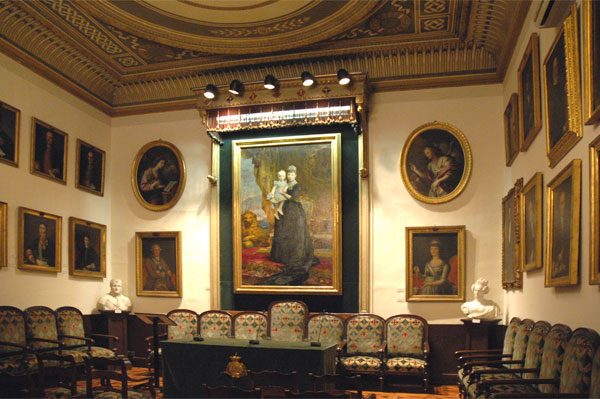
Reial Acadèmia Catalana de Belles Arts de Sant Jordi
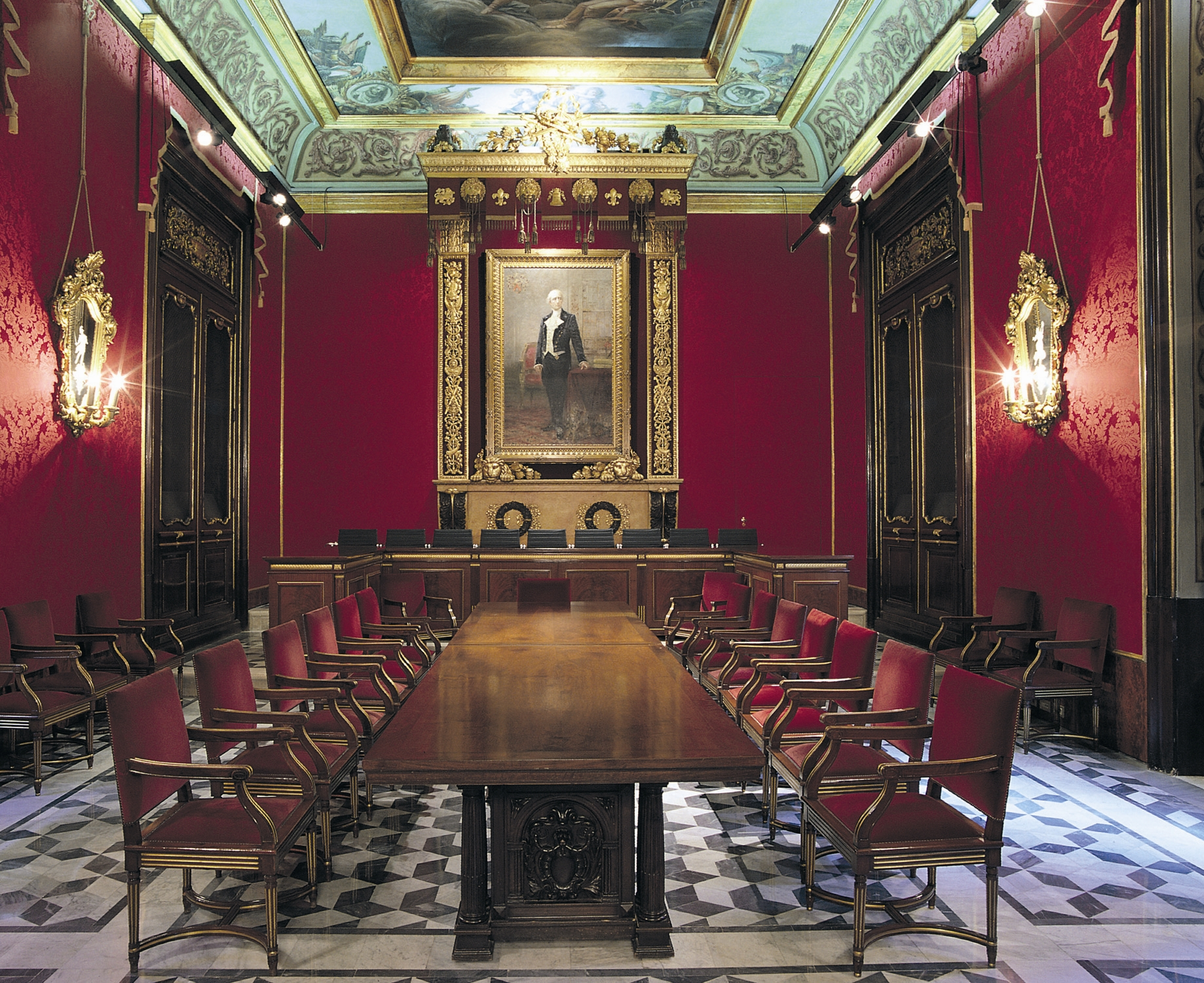
Saló del Consolat
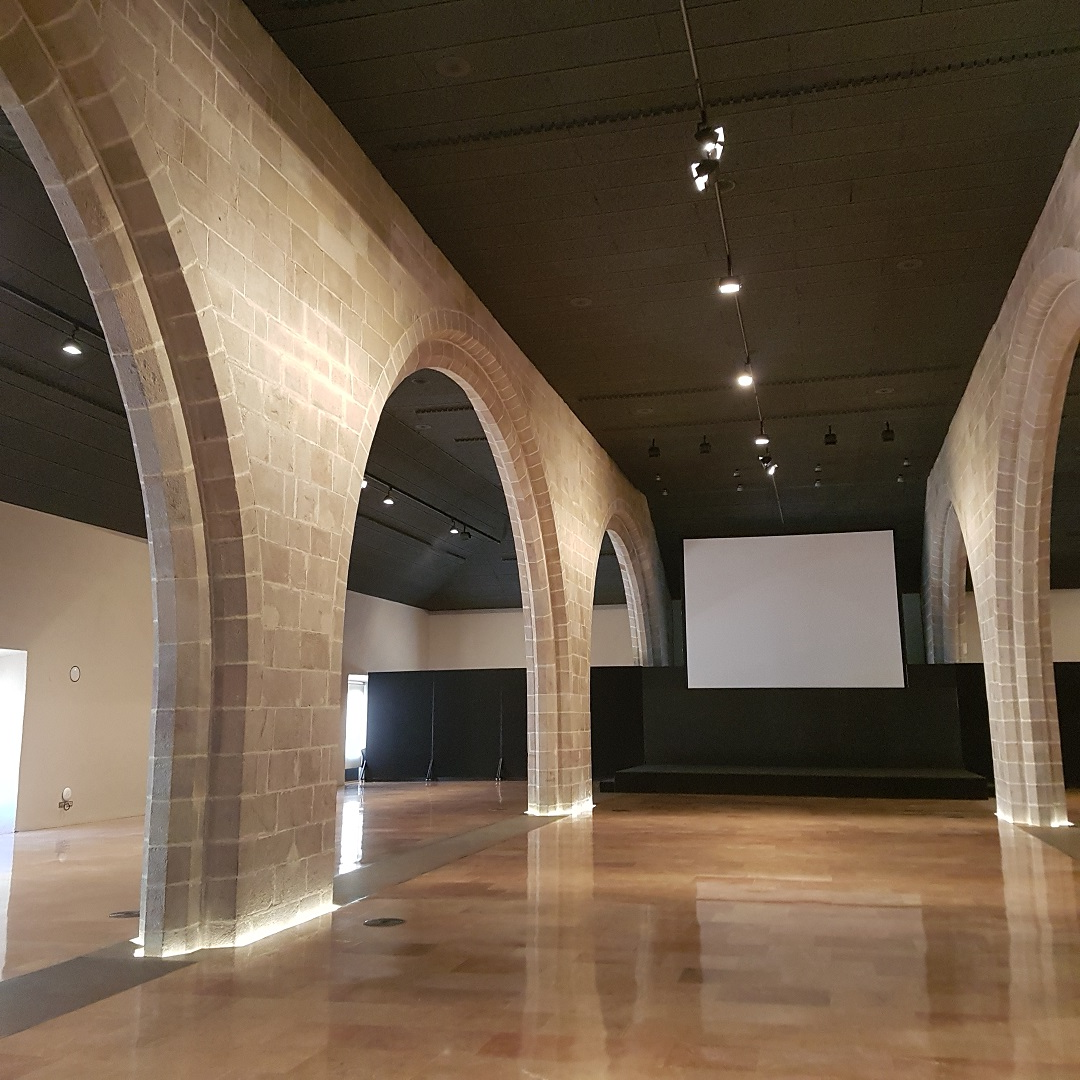
Espai del segon pis que s'havia dedicat a Escoles i Tallers
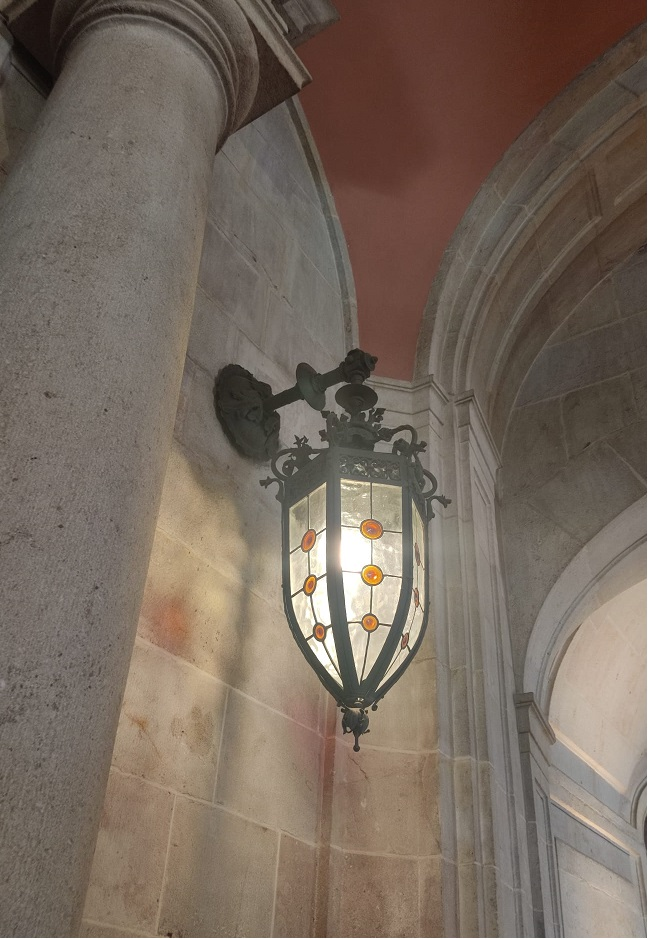
Detall dels llums de Puig i Cadafalch
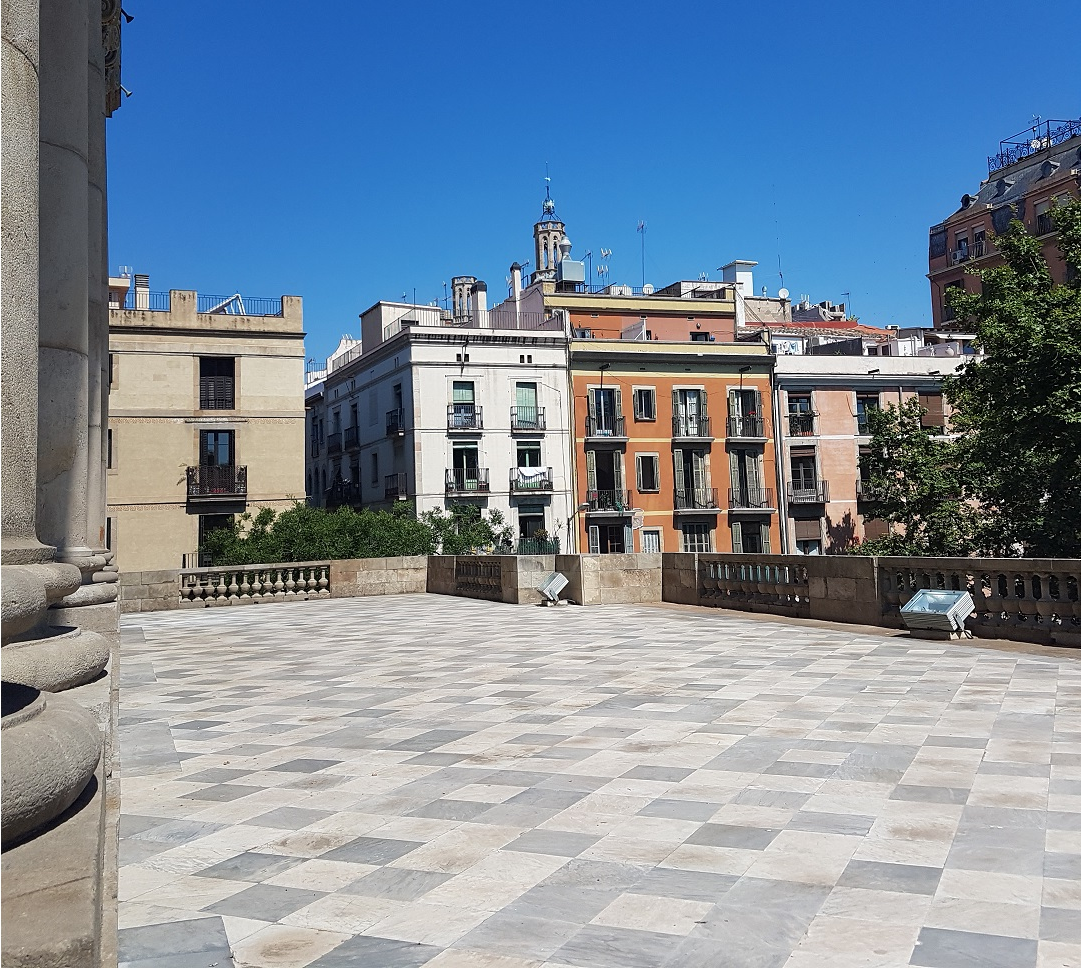
Terrassa sobre la plaça de Palau
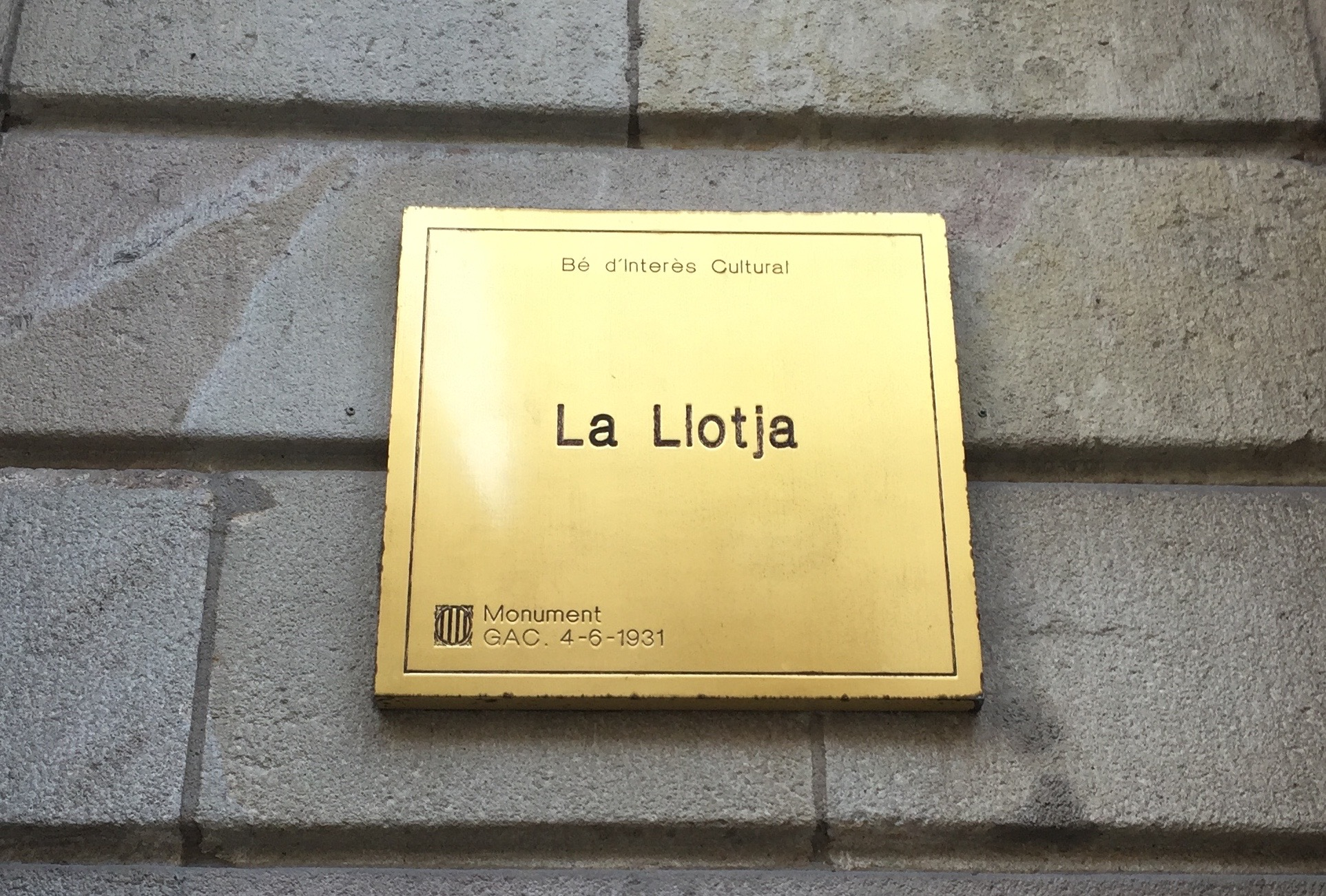
La Llotja
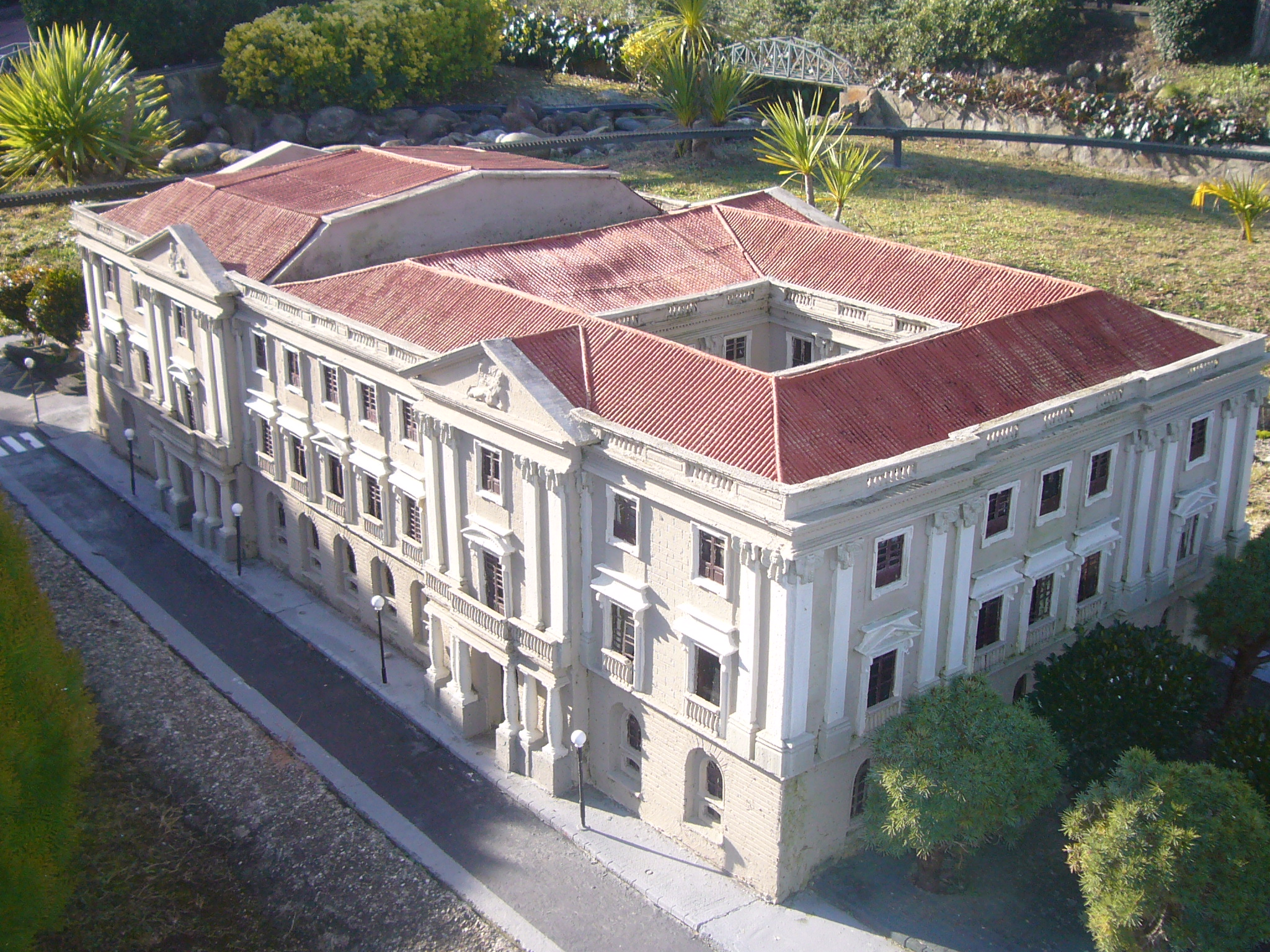
Maqueta de l'edifici, a Catalunya en Miniatura